# Bergööska huset

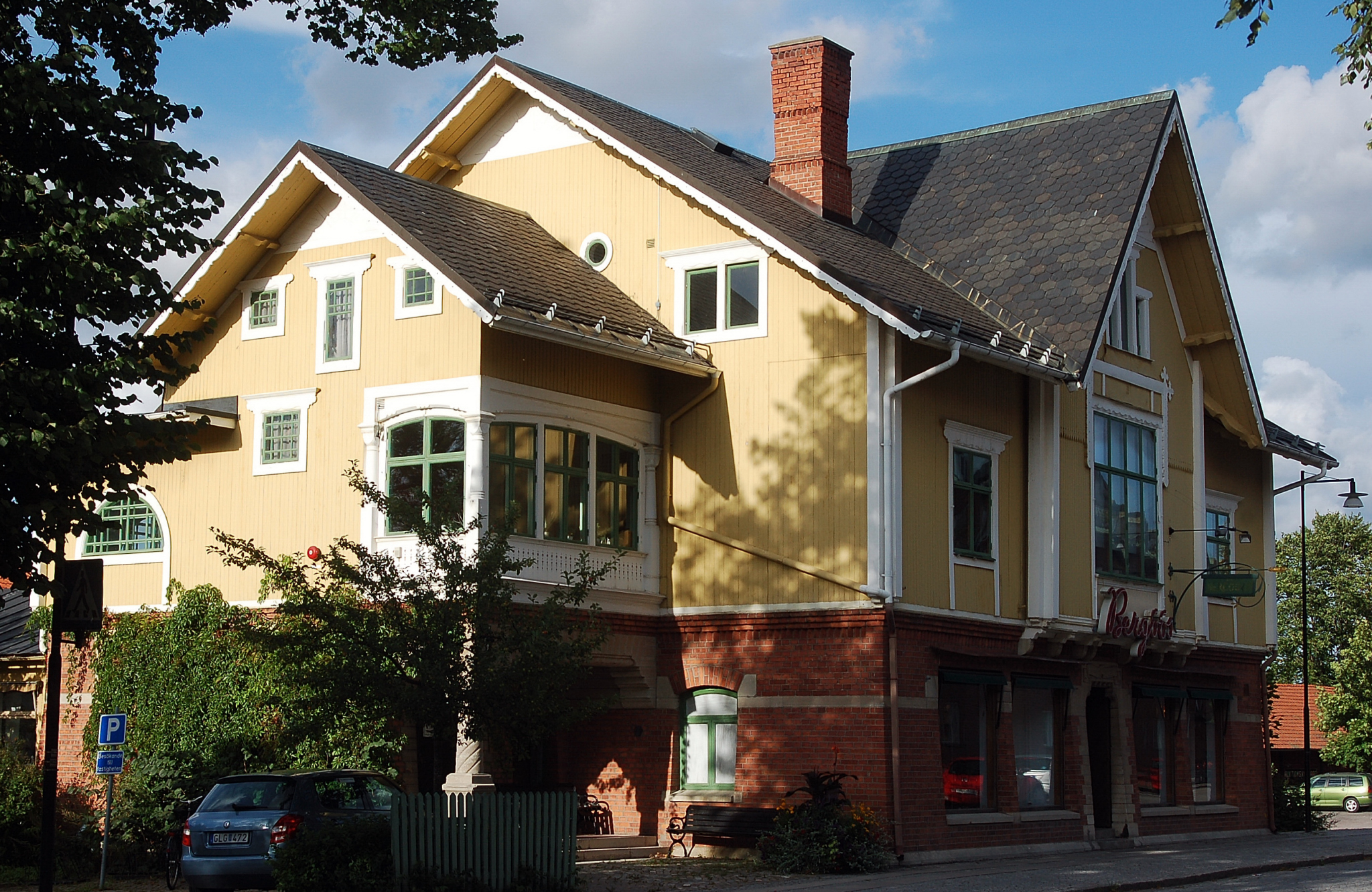
Bergööska huset, 2010

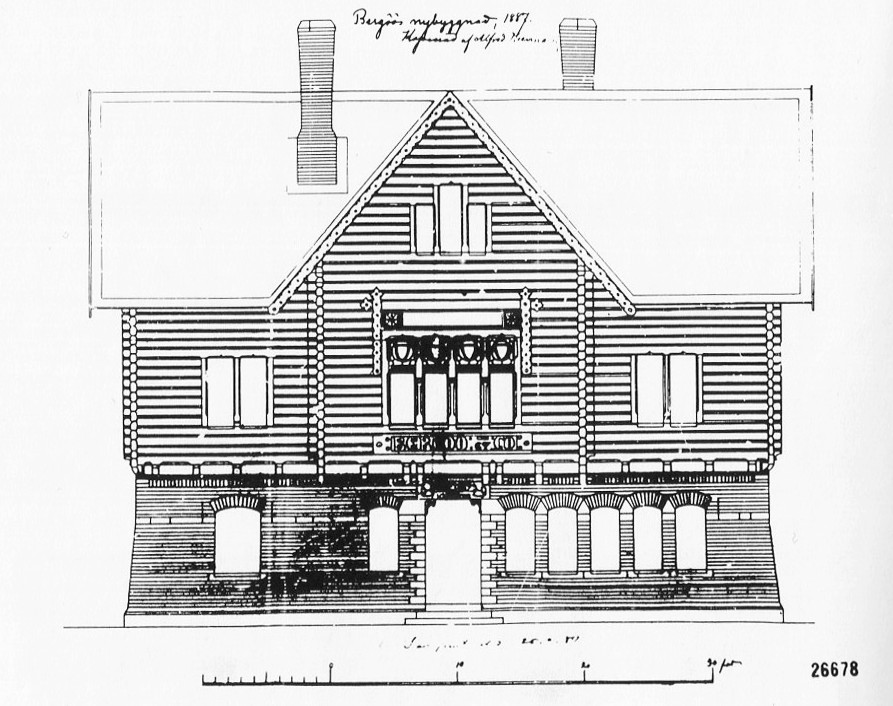
Bobergs fasadritning från 1887.

Bergööska huset på Östra Storgatan 5 i Hallsberg är en villa ritad av arkitekten Ferdinand Boberg på 1880-talet. 

## Historik
Beställare var köpmannen Adolf Bergöö och detta är ett av Bobergs tidigare verk. Festsalen är dekorerad med livfulla väggmålningar av Carl Larsson, Adolf Bergöös svärson.
Det finns ett återhållet drag av Dalarna i det Bergööska huset och det berodde på att både Boberg och Bergöö hade sina rötter i detta landskap; det var lite typiskt för Boberg att låta husen få en anstrykning av ägarens bakgrund och karaktär.